# Kazue Fujita
Pour les articles homonymes, voir Fujita.
Kazue Fujita (藤田一枝, Fujita Kazue), née le 20 juillet 1949, est une femme politique japonaise, représentant la préfecture de Fukuoka à la Chambre des représentants du Japon pour le Parti démocrate du Japon. Elle est nommée au gouvernement Noda en 2011, en tant que secrétaire parlementaire chargée de la Santé, du Travail et des Affaires sociales. 

## Jeunesse, éducation et carrière pré-électorale
Fujita naît le 20 juillet 1949 à Tokyo. Elle commence ses études de droit à l'université Meiji, mais les abandonne avant l'obtention de son diplôme en mars 1971.

## Carrière électorale
Fujita commence sa carrière politique en 1987, où elle devient élue à l'assemblée préfectorale de Fukuoka, représentant l'arrondissement de Sawara-ku de la ville de Fukuoka à cette assemblée. Elle est réélue à deux reprises à ce poste.
Elle démissionne lors de son troisième mandat, pour se présenter aux élections à la Chambre des conseillers du Japon pour la préfecture de Fukuoka, en tant qu'indépendante, sans succès. Elle se présente ensuite lors des élections législatives japonaises de 2000 dans la troisième circonscription de la préfecture de Fukuoka, cette fois soutenue par le Parti démocrate du Japon, toujours sans succès, et est battue par Seiichi Ōta (ja).
Fujita est élue pour la première fois à l'issue des élections législatives japonaises de 2003, toujours dans la 3e de Fukuoka, battant Seiichi Ōta (ja) et faisant ainsi son entrée à la Diète du Japon. Elle rejoint plusieurs commissions, dont celle centrée sur les problématiques liées à la Santé, au Travail et aux Affaires sociales.
Elle ne conserve pas son siège à l'issue des élections législatives japonaises de 2005, mais gagne le scrutin de 2009, lui permettant de battre à nouveau Seiichi Ōta (ja), et de faire son retour à la Diète du Japon. Fujita est ensuite nommée à la tête des commissions sur les questions liées à la consommation et à la Santé de la Chambre des représentants en 2010. Elle est ensuite nommée dans le gouvernement Noda en 2011, au poste de secrétaire parlementaire chargée de la Santé, du Travail et des Affaires sociales. 
Elle échoue à se faire réélire en 2012, puis en 2014. Elle se présente également aux élections législatives japonaises de 2017, cette fois sous l'investiture du Parti démocrate constitutionnel, sur les listes proportionnelles pour la circonscription électorale de Kyūshū, toujours sans succès,. 

## Prises de position
Fujita se déclare opposée à une révision de la Constitution japonaise, révision soutenue par le parti au pouvoir, et notamment le premier ministre Shinzō Abe.
Elle est également opposée à un retour de l'énergie nucléaire au Japon.
Concernant la crise de succession impériale japonaise, elle se déclare ouverte à une révision au droit de succession permettant aux femmes de la famille impériale de conserver leur titre après leur mariage.